# Стюарт, Джон (телеведущий)
Джон Стюарт (англ. Jon Stewart; род. 28 ноября 1962, Нью-Йорк) — американский комик, сатирик, актёр, писатель, продюсер.

## Биография
Родился в 1962 году в Нью-Йорке, в еврейской семье, при рождении имел имя Джонатан Стюарт Лейбовиц. Его мать, Мэриан, является консультантом по образованию и учителем. Его отец, Дональд Лейбовиц, с 2001 по 2008 год был профессором физики в Колледже Нью-Джерси. Родители развелись, когда ему было 11 лет, и, по его словам, слабо контактировали в дальнейшем. Вместе со старшим братом Лоуренсом Лейбовицем, ныне занимающим должность COO в NYSE Euronext, он вырос в Лоуренсвилле, Нью-Джерси. В 1984 году Стюарт окончил Колледж Вильгельма и Марии.
Стюарт вернулся в Нью-Йорк в 1986 году, где дебютировал как стендап актёр в The Bitter End, там же, где начинал его кумир жанра Вуди Аллен. В начале карьеры он начал использовать сценическое имя Джон Стюарт, отбросив последнюю часть имени и изменив написание Stuart на Stewart.
Получил популярность благодаря своей телепередаче The Daily Show, представляющей собой пародию на новости вкупе с политической сатирой. Первый выпуск передачи состоялся в 1999 году на телеканале Comedy Central. Программа быстро набрала популярность и не осталась незамеченной критиками: в 2001 году Стюарт был награждён за неё своей первой премией «Эмми». Впоследствии The Daily Show неоднократно была отмечена как «Эмми», так и другими телевизионными премиями.
Джон Стюарт выступил ведущим на 78-й и 80-й церемониях вручения кинопремии «Оскар». Является соавтором книг «Америка» — одного из бестселлеров США 2004 года — и «Земля», вышедшей в 2010 году. На основе голосования 500 тыс. читателей журнала «Аскмен», признан самым влиятельным представителем мужского пола в США в 2010 году.
В 2013 году Стюарт дебютировал как режиссёр, сняв фильм «Розовая вода». Премьера фильма состоялась на кинофестивале в Теллуриде 29 августа 2014 года.
В 2015 году объявил о своем уходе из The Daily Show и ушел в частную жизнь. В том же году, из этических соображений, перешел на вегетарианскую диету (его супруга на протяжении многих лет является веганом). В 2017 году получил разрешение на создание приюта для животных в Colts Neck (площадь — 18 га). Ранее создал аналогичный приют в Нью-Джерси. В 2018 году приступил к съемках художественного фильма «Честный кандидат», выступив в качестве автора сценария, режиссера и продюсера.

## Личная жизнь
Стюарт по происхождению еврей, но при этом не является религиозным. В 2000 году Стюарт женился на Трейси Макшейн, с которой до этого встречался 4 года. В 2001 году они вместе сменили фамилию на Стюарт. У пары двое детей.
В 2000 году его причисляли к демократам, хотя, по его словам, его позиция ближе к независимым избирателям или социалистам.

## Фильмография
| Год       |     | Русское название                                | Оригинальное название                      | Роль                                  |
| --------- | --- | ----------------------------------------------- | ------------------------------------------ | ------------------------------------- |
| 1994      | ф   | Рождество психов                                | Mixed Nuts                                 | парень на роликах                     |
| 1994      | с   | Штат                                            | The State                                  | фанат                                 |
| 1996      | ф   | Клуб первых жён                                 | The First Wives Club                       | любовник Элиз                         |
| 1996—1998 | с   | Шоу Ларри Сандерса                              | The Larry Sanders Show                     | в роли самого себя                    |
| 1997      | с   | Няня                                            | The Nanny                                  | Бобби                                 |
| 1997      | с   | Новостное радио                                 | NewsRadio                                  | Эндрю                                 |
| 1997      | мс  | Космический призрак                             | Space Ghost Coast to Coast                 | в роли самого себя                    |
| 1997      | с   | Господин Шоу с Бобом и Дэвидом                  | Mr. Show with Bob and David                | в роли самого себя                    |
| 1997      | ф   | Мысли, полные желания                           | Wishful Thinking                           | Генри                                 |
| 1997—1999 | мс  | Доктор Кац                                      | Dr. Katz, Professional Therapist           | в роли самого себя                    |
| 1998      | ф   | Непропечённый                                   | Half Baked                                 | усовершенствованный курильщик         |
| 1998      | тф  | Где тебя носило?                                | Since You’ve Been Gone                     | Тод Залински                          |
| 1998      | ф   | Факультет                                       | The Faculty                                | профессор Эдвард Ферлонг              |
| 1998      | ф   | Превратности любви                              | Playing by Heart                           | Трент                                 |
| 1999      | с   | Спин-Сити                                       | Spin City                                  | Митч Паркер                           |
| 1999      | ф   | Большой папа                                    | Big Daddy                                  | Кевин Джеррити                        |
| 2000      | ф   | Безумно верная жена                             | Committed                                  | гость на Дне Рождения                 |
| 2000      | кор | —                                               | The Office Party                           | доставщик пиццы                       |
| 2001      | ф   | Джей и Молчаливый Боб наносят ответный удар     | Jay and Silent Bob Strike Back             | Рег Хартнер                           |
| 2002      | ф   | Убить Смучи                                     | Death to Smoochy                           | Мэрион Фрэнк Стоукс                   |
| 2002      | ф   | Приключения Мальчика-с-пальчик и Дюймовочки     | The Adventures of Tom Thumb and Thumbelina | Годфри                                |
| 2006      | ф   | Волшебное приключение                           | The Magic Roundabout                       | Зибад                                 |
| 2006      | мс  | Американский папаша!                            | American Dad!                              | в роли самого себя                    |
| 2007      | с   | —                                               | Jack’s Big Music Show                      | Бранк Стайнгрубер                     |
| 2007      | ф   | Эван Всемогущий                                 | Evan Almighty                              | в роли самого себя                    |
| 2008      | мс  | Симпсоны                                        | The Simpsons                               | в роли самого себя                    |
| 2008      | ф   | Великий Бак Ховард                              | The Great Buck Howard                      | в роли самого себя                    |
| 2011      | ф   | Меняющие реальность                             | The Adjustment Bureau                      | в роли самого себя                    |
| 2011      | ф   | Бобёр                                           | The Beaver                                 | в роли самого себя                    |
| 2012      | мс  | Робоцып                                         | Robot Chicken                              | Мэтт Траккер / Серпентор              |
| 2013      | с   | Биг Тайм Раш                                    | Big Time Rush                              | в роли самого себя                    |
| 2014      | мс  | Финес и Ферб                                    | Phineas and Ferb                           | мистер Рендом                         |
| 2015      | с   | Шоу Гэффигана                                   | The Jim Gaffigan Show                      | в роли самого себя                    |
| 2015      | мс  | Гравити Фолз                                    | Gravity Falls                              | судья Кис-Кис Мяу-Мяу Фейс-Швартстайн |
| 2016      | ф   | Бэтмен против Супермена: На заре справедливости | Batman v Superman: Dawn of Justice         | в роли самого себя                    |